# 段思聰
大理至道广慈帝段思聪（928年—968年），大理国的第4位皇帝，太宗段思良之子。952年—968年在位。用过3个年号，分别是明德（952年）、广德（953年－967年）、顺德（968年）。
952年即位，他在位期间，内政上高氏取代董氏，渐掌握大理政权，外交上与刚建立的北宋王朝通好。968年，段思聪驾崩，在位十七年，谥为至道广慈皇帝，子段素顺立。諸葛元聲《滇史》記載「開寶元年，思聰卒，在位18年，壽41」，則出生於928年，卒於968年。